# Cortazzone
Cortazzone (piémontais : Cortasson) est une commune italienne de la province d'Asti, dans la région Piémont.

## Administration
| Période                                  | Période | Identité         | Étiquette    | Qualité |
| ---------------------------------------- | ------- | ---------------- | ------------ | ------- |
| 2009                                     | 2014    | Francesco Chiara | Lista civica | Maire   |
| 2014                                     |         | Francesco Chiara | Lista civica | Maire   |
| Les données manquantes sont à compléter. |         |                  |              |         |

### Hameaux
Vanara, Briccarello, Valmezzana, Mongiglietto

### Lieux d'intérêt
- Église San Secondo

### Communes limitrophes
Camerano Casasco, Cortandone, Maretto, Montafia, Roatto, Soglio, Viale.